# 石井行光
石井行光（いわい ゆきてる、文化12年（1815年）5月4日 - 明治12年（1879年））は、江戸時代後期から明治時代にかけての公卿。
安政5年（1858年）、日米修好通商条約締結に反対し、廷臣八十八卿列参事件に参加した。

## 官歴
- 文政2年（1819年）：従五位下
- 文政10年（1827年）：従五位上、民部大輔
- 天保元年（1830年）：皇太后宮少進
- 天保2年（1831年）：正五位下
- 天保6年（1835年）：従四位下
- 天保9年（1838年）：少納言
- 天保10年（1839年）：従四位上、侍従
- 天保14年（1843年）：正四位下
- 弘化4年（1847年）：従三位
- 嘉永5年（1852年）：正三位
- 文久3年（1863年）：左衛門督

## 系譜
- 父：石井行遠
- 母：園基理の娘
- 子：石井行知
- 子：滋野井実麗